# Russische Verwüstungen in Schweden 1719 bis 1721

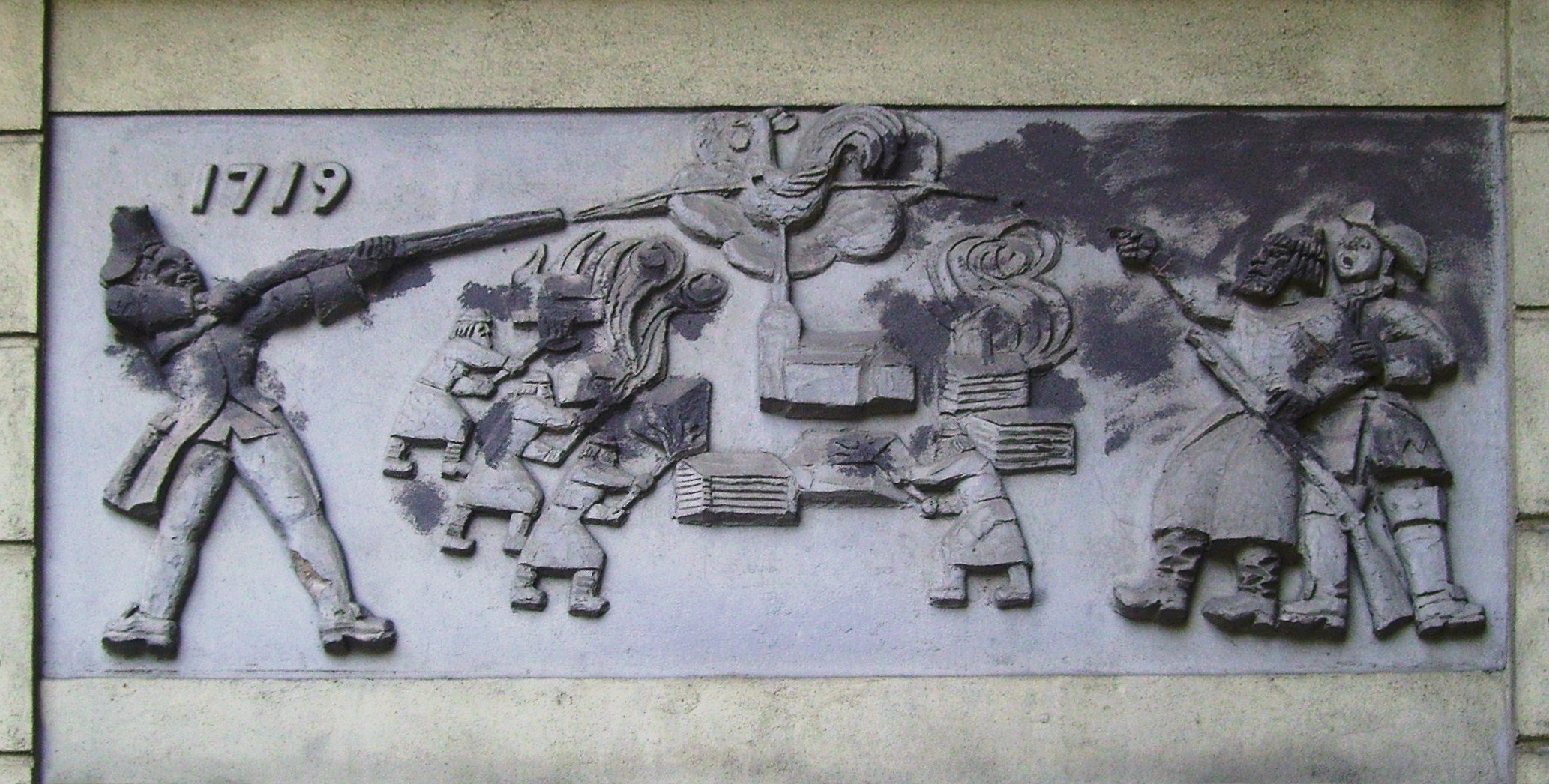
Relief in einer Bank in Södertälje mit einem Motiv von den Russischen Verwüstungen 1719

Die Russischen Verwüstungen (schwedisch rysshärjningarna) ist ein Name, der in der heutigen Zeit verwendet wird, um die Kriegsaktivitäten der russischen Flotte entlang der schwedischen Ostseeküste, während der Jahre 1719 bis 1721, zu beschreiben. Von diesen Streifzügen und Expeditionen in den letzten Jahren des Großen Nordischen Krieges, die zum Teil auch bis ins Landesinnere vordrangen, war insbesondere die schwedische Zivilbevölkerung betroffen.
Das Ziel der Aktionen war, Schweden zu Zugeständnissen bei den Friedensverhandlungen auf Åland zu zwingen. Der schwedische Repräsentant Georg Heinrich von Görtz versuchte, diese Verhandlungen hinauszuzögern, weil Schweden auf das militärische Eingreifen Englands wartete.
Erste Angriffe auf das schwedische Kernland fanden während der Russischen Flottenoperation im Bottnischen Meerbusen 1714 statt. Trotz hoher Schiffsverluste wurden die russischen Angriffe fortan kontinuierlich ausgeweitet.

## Sommer 1719
Ende des Monats Juni versammelten sich die russische Hochseeflotte aus Tallinn und die russische Galeerenflotte aus Åbo bei Hangö.
Am 28. Juni segelte die Galeerenflotte in Richtung des åländischen Lemlands ab, während Schlachtschiffe weiter südlich eine Linie bildeten, um die Galeerenflotte vor dem englischen Geschwader unter Admiral John Norris zu schützen, welcher in der südlichen Ostsee patrouillierte.
Am 10. Juli waren alle Vorbereitungen abgeschlossen und die Galeerenflotte lichtete den Anker. Während des 11. Juli nährte diese sich Söderarms skärgård und Kapellskär. Dort teilte sich die Flotte in zwei Abteilungen auf.

### Nördliche Abteilung

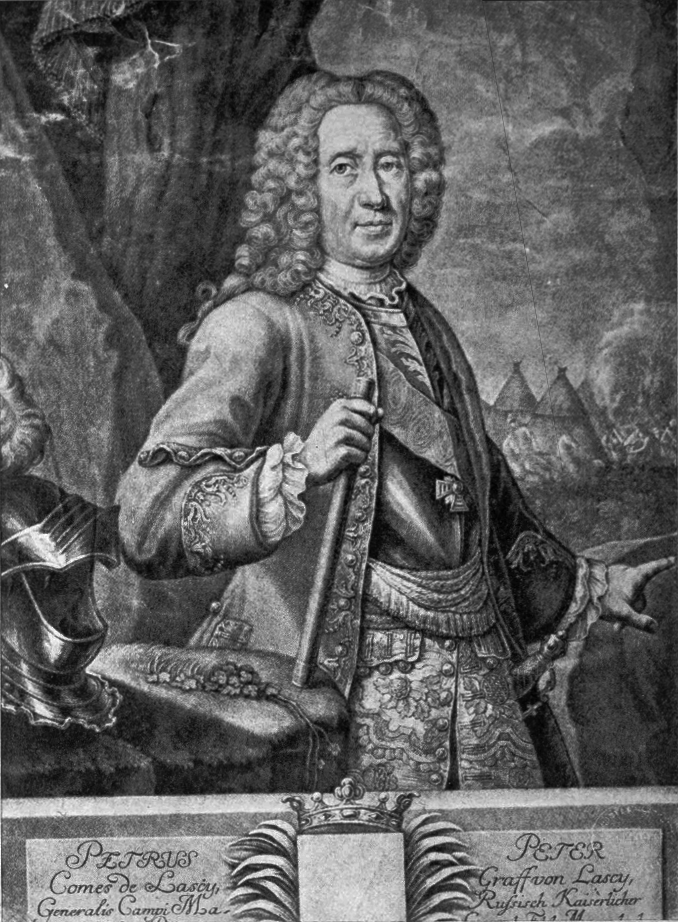
Peter von Lacy

Die nördliche Abteilung unter Peter von Lacy brannte Öregrund und Östhammar ebenso wie Forsmarks bruk und Lövstabruk nieder. Ziel dieser Operationen war es, Gävle niederzubrennen. Doch trotz aller Bemühungen misslang dieser Versuch, da Fredriksskans Festung und 1000 Mann aus Jämtlands Dragonerregiment harten Widerstand leisteten.
Auf dem Rückweg griff die nördliche Abteilung Norrtälje an und brannte es nieder.

### Südliche Abteilung
Die südliche Abteilung unter Feodor Apraxin bewegte sich langsam in Richtung Stockholms skärgård, während Yxlan, Blidö, Ljusterö, Norröra, Söderöra und Rödlöga niedergebrannt und geplündert wurden. Bei Svartlöga misslang ein Landungsversuch, weil sich die dort ansässigen Robbenjäger erbittert wehrten.
Die Welle der Plünderungen setzte sich in Husarö, Östra Lagnö, Ingmarsö, Svartsö, Möja, Harö, Eknö und Sandhamn fort. Bei Vårholma machte man einen Aufenthalt, um die Möglichkeit eines Angriffs auf Fredriksborg und Vaxholms Festung zu prüfen. Apraxin entschied sich gegen einen Angriff und beschloss weiter nach Süden zu ziehen und die Städte Djurö, Runmarö inklusive der Rittergüter, Brevik und Fågelbro zu brandschatzen.
Am 15. Juli traf Apraxins Abteilung in Dalarö Skans das erste Mal auf Widerstand. Anstatt die Festung anzugreifen, entschloss er sich, über Baggensstäket einen Vorstoß auf Stockholm zu unternehmen.
Während des 16. Juli griff eine kleinere Einheit von 500 Kosaken und Infanterie die schwedischen Stellungen bei Baggensstäket an. Inzwischen fand die südliche Abteilung die Meerenge gesperrt vor. Dort patrouillierten die 3 schwedischen Galeeren Svärdfisken (deutsch Schwertfisch), Jungfrun (deutsch Jungfrau) und Draken (deutsch Drachen) mitsamt dem Kanonenboot Svarta Björn (deutsch Schwarzer Bär). Der Angriff auf Baggensstäket wurde abgewehrt, doch den russischen Kräften gelang es, Boos und Beatelunds Rittergüter niederzubrennen.
Die russische Flotte bewegte sich weiter in Richtung Gålö, Ornö, Muskö und zu den ökonomisch wichtigen Erzgruben auf Utö. Am 21. Juli näherten sie sich Södertälje, wo sie von einer schwedischen Kavallerieabteilung unter Carl Gustaf Bielke in die Flucht gejagt wurden. Während des 23. Juli wurde Trosa und am Tag darauf Nyköping niedergebrannt, trotz des erbitterten Widerstands der schwedischen Truppen unter General Kristoffer Urbanowicz. Nach einigen Tagen der Erholung segelte die russische Galeerenflotte den Motala ström hinauf und brannte Norrköping nieder.

### Vereinigung der Streitkräfte

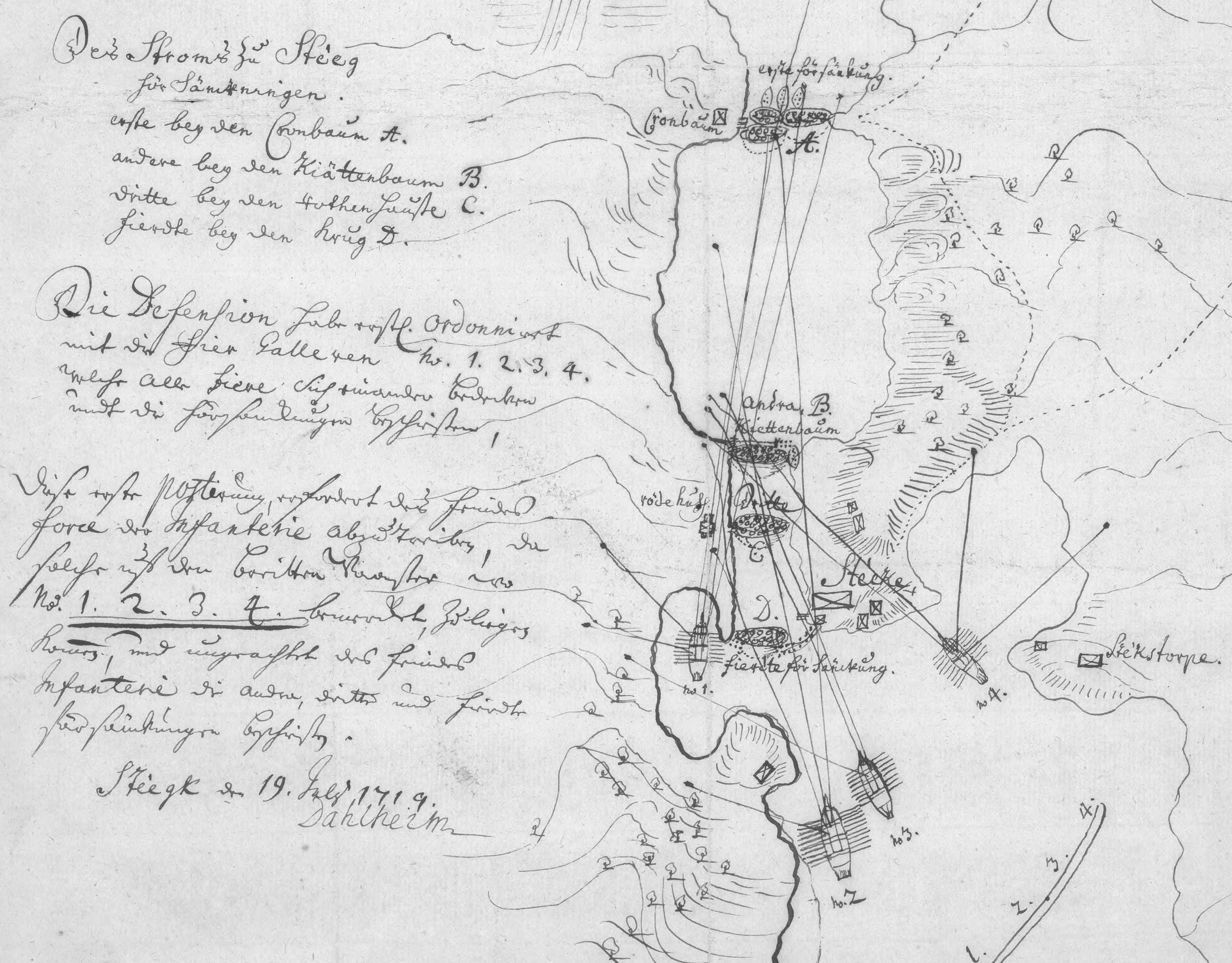
Gefecht bei Södra Stäket, Baltzar von Dahlheims Karte 19. Juli 1719

Anfang August bewegten sich Peter von Lacys und Feodor Apraxins Flotten zurück nach Stockholm skärgård. Ihr Ziel war es, sich mit vereinten Kräften nach Stockholm durch zu schlagen.
Am 13. August landete eine etwa 6000 Mann starke russische Truppe bei Baggensstäket. Der Ort war einen Monat vorher von schwedischen Truppen unter Baltzar von Dahlheim eingenommen worden, welche sich jetzt dort verschanzten. Dahlheims Tremänninger (ein spezielles schwedisches Regiment aus dieser Zeit) leisteten erbitterten Widerstand. Diese waren jedoch schlechter ausgebildet und unterlagen schließlich der Übermacht.
Sie wären fast vollständig besiegt worden, wenn es nicht einer Abteilung aus dem Södermanland-Regiment unter dem Obersten Rutger Fuchs gelungen wäre, sich zu retten.

## Sommer 1720
Ende Juli 1720 griff ein Geschwader aus 35 Galeeren mit 6200 Mann Besatzung Umeå und die Küste von Västerbotten an. Der Zweck dieses Angriffs war es, die schwedische Flotte von Stockholm und der Åländer See weg zu locken.

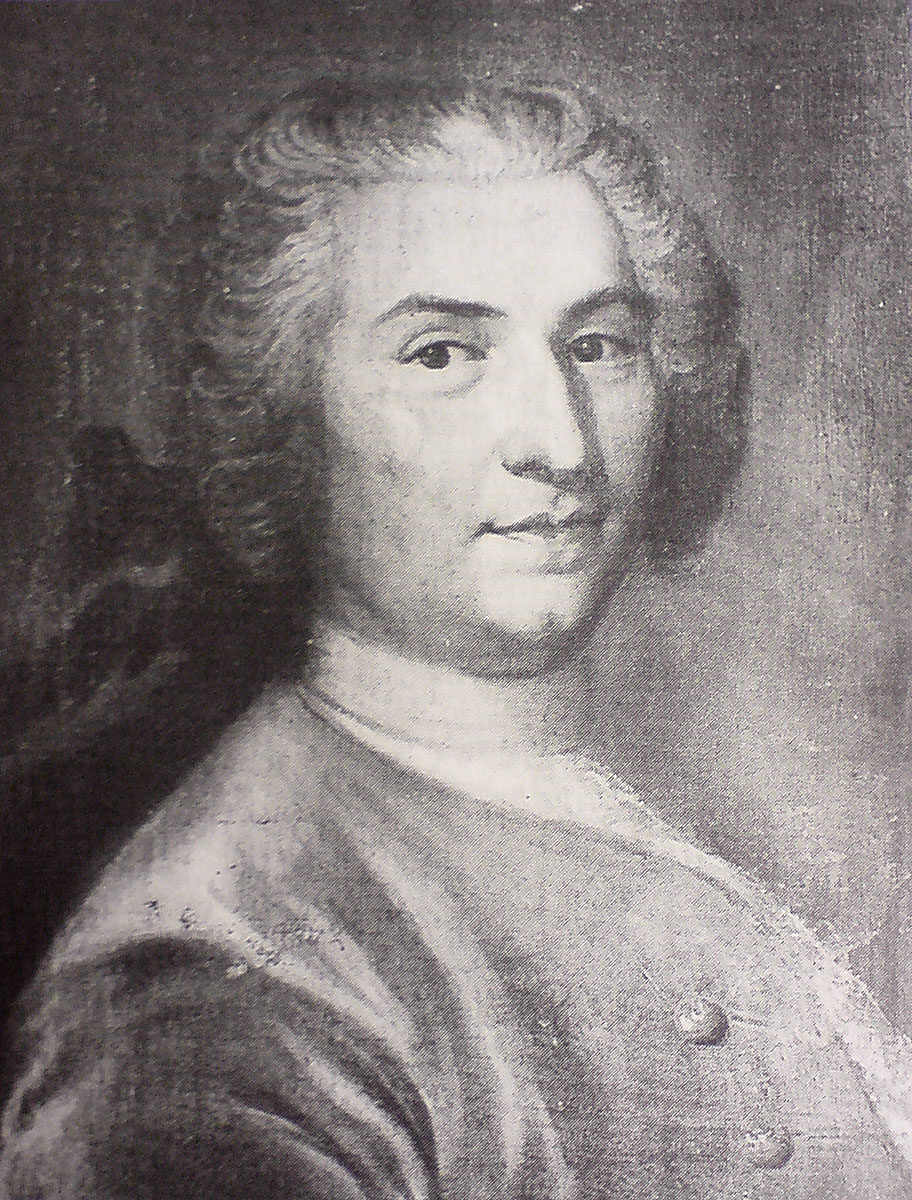
Carl-Georg-Sioblad – Porträt von Carl Fredrich Brander

Diesmal war die schwedische Flotte besser vorbereitet als ein Jahr zuvor. Sie waren fest entschlossen, den Verwüstungen durch die Russen Einhalt zu gebieten. Dafür segelte Admiral Erik Siöblad am 21. Juli mit einer kleineren Flotteneinheit nach Åland, um die russische Galeerenflotte zu lokalisieren. Am 26. erreichte er Vaxholm und erstattete Bericht, dass er die russische Flotte vor Föglö und Kökar gesichtet hatte. Daraufhin setzte sich das Vaxholmer-Geschwader unter Admiral Carl Georg Siöblad in Bewegung, um sich mit dem Voraustrupp in Rödhamn zu treffen.
Als sich die beiden Geschwader bei Rödhamn trafen, übernahm Carl Georg den Befehl über die Truppen.
Er entschied sich, entgegen der Weisung des Flottenchefs Hans Wachtmeister, die russische Flotte anzugreifen. Zu Beginn ging der Angriff gut. Die russischen Schiffe waren im Inneren des Föglö-Landes eingeschlossen, so dass das schwedische Geschwader passieren konnte. Diese schossen dann ihre Breitseiten auf die russischen Schiffe ab.
Danach lief die Fregatte Danske Örn (deutsch Dänischer Adler) auf Grund und wurde von den russischen Truppen geentert. Bei dem Versuch, die Danske Örn zu unterstützen, liefen drei weitere Fregatten auf Grund, worauf diese von den russischen Schiffen eingekreist wurden. Die Schweden wehrten sich erfolgreich mehrere Stunden lang, doch als der Wind nachließ, waren das Schlachtschiff Pommern und die Fregatte Svarta Örn (deutsch Schwarzer Adler) gezwungen, sich zurückzuziehen und ihre Kameraden ihrem Schicksal zu überlassen.

## Sommer 1721
Am 26. Mai wurden die Friedensverhandlungen wieder aufgenommen, diesmal in Nystad. Zur Unterstützung der Schweden entsandten die Briten ein Geschwader nach Kapellskär, welches dafür sorgte, dass die russischen Kräfte sich nun auf die Küsten Norrlands konzentrierten. Diese griffen dort die Städte Söderhamn, Hudiksvall, Sundsvall, Härnösand, Piteå und später auch Umeå an und brannten diese nieder. Diese Zerstörungen erzwangen am 30. August 1721 den Frieden von Nystad zwischen Schweden und Russland.